# Shannon Baker
Pour les articles homonymes, voir Baker.
 Shannon Baker , née le 30 janvier 1980, est une joueuse anglaise d'origine néo-zélandaise de rugby à XV de 1,74 m pour 79 kg, occupant le poste de troisième ligne aile au Richmond FC (en) et au Clifton RFC pendant sa carrière.
Elle connaît sa première cape en équipe d'Angleterre en 2004.

## Palmarès
(Au 15.08.2006)
- 9 sélections en Équipe d'Angleterre féminine de rugby à XV
- participations au Tournoi des Six Nations féminin
- Vice-championne du monde en 2006